# Restes prehistòriques de Son Cardell
Les restes prehistòriques de Son Cardell és un jaciment arqueològic situat al lloc anomenat Sa Talaieta, a la possessió de Son Cardell, al municipi de Llucmajor, Mallorca.
El jaciment situat a la part elevada del terreny és un claper constituït per pedra petita d'enderroc al qual se li ha adossat una tanca. Aquest claper té una altura aproximada a 1,8 metres, i en destaquen algunes filades al cim i una altra a nivell de terra, constituïda per quatre peces que afloren uns 10 cm a la superfície. Els voltants d'aquest claper són plens de ceràmica, que també és present arran de les edificacions modernes, on la densitat de ceràmica romana i islàmica és molt alta.